# Wolf Schneider
Wolf Dietrich Schneider (Erfurt, 7 de mayo de 1925 - Starnberg, 11 de noviembre de 2022) fue un periodista, autor y lingüista alemán.

## Biografía
Nació en Erfurt y creció en Berlín. Habiendo pasado su abitur, sirvió en la Luftwaffe hasta el final de la guerra. Durante el periodo de posguerra comenzó a desempeñarse como traductor para el ejército de los Estados Unidos, y en 1947 ntró en el "Neue Zeitung", un periódico del gobierno militar de Estados Unidos con sede en Múnich. Fue ahí donde recibió formación periodística y luego trabajó como editor. A principios de la década de 1950, fue corresponsal de la agencia de noticias AP; en años posteriores estuvo a cargo del equipo de noticias y corresponsal en Washington del Süddeutsche Zeitung.
En 1966 Schneider pasó a la revista Stern, donde trabajó como editor en jefe y desde 1969 como gerente de la editorial. El magnate alemán mediático Axel Springer contrató a Schneider en 1971 para diseñar la revista de noticias Dialog destinada a desafiar la posición dominante de Der Spiegel en el mercado alemán. Sin embargo, el proyecto fracasó y Schneider fue nombrado redactor jefe del diario conservador Die Welt de Springer, con sede en Hamburgo. Springer despidió a Schneider después de solo un año de su nombramiento.
En 1979 fue designado primer director de la recién fundada escuela de periodismo de Hamburgo, ahora llamada Henri-Nannen-Schule. Ocupó este cargo hasta 1995. Enseñó a cientos de alumnos, muchos de los cuales están ahora en posiciones de liderazgo. También se hizo ampliamente conocido durante este tiempo como el padrino de la prosa alemana concisa.
En la década de 1980 y principios de la de 1990 también presentó el programa de entrevistas NDR.
Era padre de tres hijos, vivía en Starnberg, donde falleció el 11 de noviembre de 2022, a la edad de 97 años.

## Trabajo lingüístico
Desde 1995, Wolf Schneider fue un vigoroso profesor de alemán e impartía seminarios para encargados de prensa y jóvenes periodistas. Fue un escritor prolífico y produjo 28 libros de no ficción superventas, entre ellos obras básicas sobre el buen estilo alemán (p. ej. "Alemán de por vida. Lo que la escuela se olvidó de enseñar"). Sus últimos trabajos son "Habla alemán", una defensa del idioma alemán frente a los anglicismos y "El hombre: una carrera", que cuenta la historia del ascenso del hombre al dominio de la Tierra y traza nuestro futuro incierto.
Su ideal es un estilo de escritura conciso, que evite los escollos típicamente alemanes de oraciones incoherentes, verbos separados y construcciones complejas. Schneider fue un crítico de la reforma ortográfica y fundó con otros el grupo de presión "alemán viviente" (Aktion Lebendiges Deutsch).
Recibió varios premios y ocupó una cátedra como profesor honorario en Salzburgo, Austria.

## Obra

### Lingüística
- Wörter machen Leute. Magie und Macht der Sprache. Piper, Múnich/Zúrich 1976, ISBN 3-492-02218-9; Taschenbuchausgabe: Rowohlt-TB, Reinbek bei Hamburg 1986, ISBN 3-499-17277-1; 15. Auflage, Piper-TB, Múnich/Zúrich 2009, ISBN 978-3-492-20479-8.[21]
- Deutsch für Profis . Gruner und Jahr, Hamburgo 1982; Taschenbuchausgabe: Deutsch für Profis. Wege zu gutem Stil. Ilustrado por Luis Murschetz. Goldmann-TB, Múnich 1999, ISBN 978-3-442-16175-1.[21][4]
- Alemán para Kenner. Die neue Stilkunde. Herausgegeben de Heiner Bremer. Gruner und Jahr, Hamburgo 1987, ISBN 3-570-07958-9; Piper-TB, München 1996, ISBN 978-3-492-24461-9.[21]
- Deutsch fürs Leben. Was die Schule zu lehren vergaß . Rowohlt, Reinbek bei Hamburg 1994, ISBN 3-499-19695-6.
- ¡Alemán! Das Handbuch für attraktive Texte. Rowohlt, Reinbek bei Hamburgo 2005, ISBN 978-3-498-06381-8.
- ¡Hablar alemán!, Warum Deutsch manchmal besser ist. Rowohlt, Reinbek bei Hamburgo 2008, ISBN 978-3-498-06393-1.[14]
- ¡Gewönne doch der Konjunktiv! Sprachwitz en 66 Lektionen. Rowohlt, Reinbek bei Hamburgo 2009, ISBN 978-3-499-62463-6.
- Deutsch für junge Profis. Wie man gut und lebendig schreibt. Rowohlt, Berlín 2010, ISBN 978-3-87134-672-9.

### Periodismo
- Unsere tägliche Desinformation: Wie die Massenmedien uns in die Irre führen (en alemán) (5. edición), Hamburg: Gruner und Jahr, 1992 [1984], ISBN 3-570-03915-3.
- Die Überschrift – Sachzwänge, Fallstricke, Versuchungen, Rezepte, mit Detlef Esslinger, List, München / Leipzig 1993 (= Journalistische Praxis), 4. Auflage: Econ, Berlin 2007, ISBN 978-3-430-20021-9.
- Das neue Handbuch des Journalismus (con Paul-Josef Raue). Rowohlt, Reinbek bei Hamburg 2003, ISBN 3-499-61569-X.
- Wörter waschen – 26 gute Gründe, politischen Begriffen zu misstrauen. Rowohlt, Reinbek bei Hamburg 2006, ISBN 978-3-499-62106-2.
- Die Gruner+Jahr-Story. Ein Stück deutsche Pressegeschichte. Piper, München / Zürich 2000, ISBN 3-492-04265-1.

### Otros temas
- Überall es Babilonia. Die Stadt als Schicksal der Menschen von Ur bis Utopia. Economía, Düsseldorf 1960.[22]
- Essen – Geschichte des Ruhrgebiets und seiner Metropole. Economía, 1963; Essen, Abenteuer einer Stadt, 5. edición 1991, ISBN 3-430-18011-2.
- Die Alpen – Wildnis – Almrausch – Rummelplatz. Geo-Buch, Gruner und Jahr, Hamburgo 1984; 3. edición 1989, ISBN 3-570-02380-X.
- Wir Neandertaler – Der abenteuerliche Aufstieg des Menschengeschlechts. Bertelsmann, Múnich, ISBN 3-570-05998-7.
- Der Kölner Dom – Wie die Deutschen zu ihrem Weltwunder kamen. Stern-Buch, Gruner und Jahr, Hamburgo 1991, ISBN 3-570-09259-3.
- Glück, ¿fue ist das? Traum und Wirklichkeit. Piper, Múnich/Zúrich 1978, ISBN 3-492-02391-6; neubearbeitete Taschenbuchausgabe: Glück! Eine etwas andere Gebrauchsanweisung. rororo 62231 Sachbuch, Reinbek bei Hamburgo 2008, ISBN 978-3-499-62231-1.
- Mythos Titanic: das Protokoll der Katastrophe – drei Stunden, die die Welt erschütterten. Gruner und Jahr, Hamburgo 1986, ISBN 3-570-05991-X ; Bechtermünz, Augsburgo 1997, ISBN 3-86047-553-3; Taschenbuchausgabe: rororo 62781, Rowohlt, Reinbek bei Hamburg 2012, ISBN 978-3-499-62781-1.
- Die Sieger: wodurch Genies, Phantasten und Verbrecher berühmt geworden sind. Gruner und Jahr, Hamburgo 1992; Taschenbuchauflage: Piper-TB 2217, München/Zürich 1996, ISBN 3-492-22217-X.
- Wie man die Welt rettet und sich dabei amüsiert (con Christoph Fasel). Rowohlt, Reinbek bei Hamburg 1995, ISBN 3-498-06294-8.
- Am Puls des Planeten – Expeditionen, Zeitreisen, Kulturgeschichten. 18 GEO-Reportagen, Hoffmann & Campe, 1999, ISBN 3-455-11280-3; edición en rústica: Piper, München 2001, ISBN 3-492-23161-6.
- Große Verlierer. Von Goliath bis Gorbatschow. Rowohlt, Reinbek bei Hamburgo 2004, ISBN 3-498-06365-0.
- Der Mensch. Eine Karriere . Rowohlt, Reinbek bei Hamburgo 2008, ISBN 978-3-498-06405-1; edición en rústica: rororo 62427 rororo-Sachbuch, Rowohlt, Reinbek bei Hamburg 2010, ISBN 978-3-499-62427-8.[15][23]
- Die Wahrheit über die Lüge: Warum wir den Irrtum brauchen und die Lüge lieben. Rowohlt, Reinbek bei Hamburgo 2012, ISBN 978-3-498-06418-1.
- Denkt endlich an die Enkel. Eine letzte Warnung, bevor alles zu spät ist. Rowohlt Verlag, Hamburgo 2019. ISBN 978-3-498-00153-7.

### Autobiografía
- Wolf Schneider (2015), Hottentottenstottertrottel. Mein langes, wunderliches Leben (en alemán), Reinbek bei Hamburg: Rowohlt, ISBN 978-3-498-06435-8.